# トレインズ
『トレインズ』 (Trains) はアメリカの鉄道を扱った月刊誌でカルムバック・メディアを代表する雑誌である。鉄道愛好家向けに記事が書かれている。

## 概要
トレインズ誌は1940年、アル・C・カルムバックによって創刊され、ウィスコンシン州ウォキショーに拠点があるカルムバック社が発行している。発行部数は2006年時点で93,218部。北米最大で最古の一般向け鉄道雑誌である。極く初期はアメリカやカナダやメキシコの鉄道の出来事のみを扱っていたが、今ではアメリカを中心としながらも世界中の鉄道を取り巻く記事を掲載している。
2007年10月時点での編集者はシャーロット・オブザーバー誌のライターであったジム・リンと、以前は『ワシントン・ポスト』紙のライターであった『インターナショナル・ヘラルド・トリビューン』誌のレポーターであるドン・フィリップスがコラムを担当している。